# Sinosat 2
O Sinosat 2, também conhecido por Xinnuo 2, foi um satélite de comunicação geoestacionário chinês construído pela China Academy of Space Technology (CAST). Ele seria colocado na posição orbital de 92 graus de longitude leste e era para ser operado pela Sino Satellite Communications Company, mas não foi possível implantar seus painéis solares depois do mesmo alcançar a órbita geoestacionária. O satélite foi baseado na plataforma DFH-4 bus e sua expectativa de vida útil era de 15 anos.

## Lançamento
O satélite foi lançado com sucesso ao espaço no dia 28 de outubro de 2006, às 16:20 UTC, por meio de um veiculo Longa Marcha 3B a partir do Centro Espacial de Xichang, na China. Ele tinha uma massa de lançamento de 5 100 kg.

## Capacidade e cobertura
O Sinosat 2 era equipado com 24 transponders em banda Ku para prestação de serviços de telecomunicações via satélite para a China.